# 能量自律戰術機器
能量自律戰術機器（Energetically Autonomous Tactical Robot）是機械科技公司（Robotic Technology Inc.）與氣旋動力公司（Cyclone Power Technologies Inc.）的開發計畫，此機械載具可以尋找植物生物質並作為燃料，因此理論上可以一直持續運作。它正在發展成為美軍DARPA軍事計畫的一部份。